# Wojciech Wojtarowicz
Wojciech Wojtarowicz (ur. 11 listopada 1980) – polski hokeista. 

## Kariera
- Unia Oświęcim (2001-2003)
- TKH Toruń (2003-2004)
- Unia Oświęcim (2004-2005)
- Zagłębie Sosnowiec (2005-2006)
- Unia Oświęcim (2006-2007)
- Naprzód Janów (2007-2009)
- Unia Oświęcim (2009-)

Wychowanek i od 2009 ponownie zawodnik Unii Oświęcim. Po sezonie 2018/2019 zakończył karierę. W trakcie kariery zyskał przydomek Wojtar.

## Sukcesy
Klubowe
- Złoty medal mistrzostw Polski: 2001, 2002, 2003 z Unią Oświęcim
- Srebrny medal mistrzostw Polski: 2005 z Unią Oświęcim
- Brązowy medal mistrzostw Polski: 2011, 2012 z Unią Oświęcim
- Finał Pucharu Polski: 2003 z TKH Toruń, 2004, 2010, 2011 z Unią Oświęcim

Indywidualne
- Puchar Polski w hokeju na lodzie 2011: 
  - Pierwsze miejsce w klasyfikacji strzelców całej edycji: 6 goli
  - Pierwsze miejsce w klasyfikacji strzelców turnieju finałowego: 2 gole